# 臺北州立農業傳習所
25°07′21″N 121°31′53″E / 25.122405°N 121.531415°E

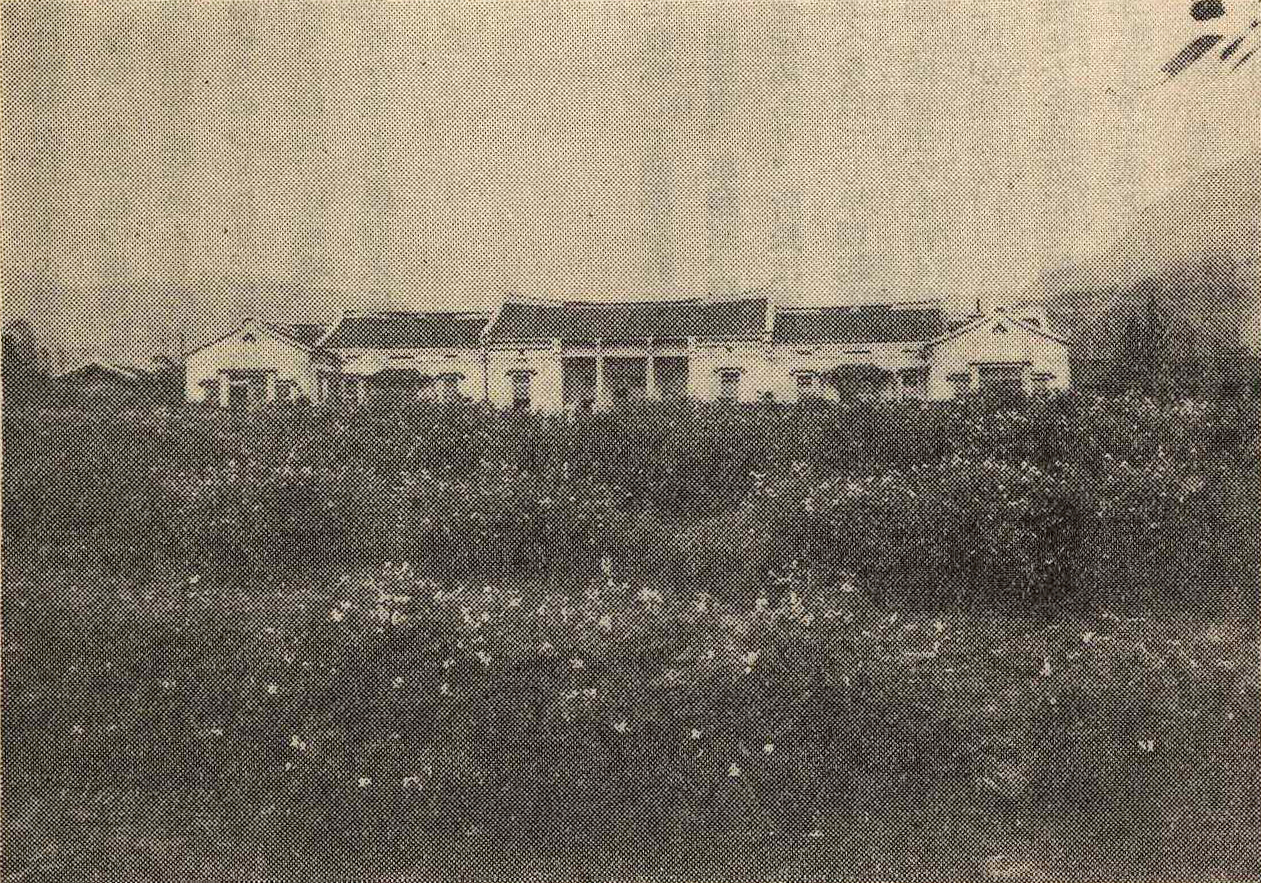
臺北州立農業傳習所本館

臺北州立農業傳習所為臺灣日治時期的特殊農業教育機關，1932年成立於臺北州七星郡士林街三角埔（今天母一帶），以培育地方農業人才。其在二戰後曾作為台灣省農會人員講習所，原址現為士林區中山北路七段的中華民國農民團體幹部聯合訓練協會（農訓協會）。

## 沿革

### 成立
作為地方政府的臺北州為了培養地方專業的農業從業人員，教導農村的青年新式農法和農業改良，最初於1927年透過臺北州農會舉辦農業講習會、競技會和懇談會等活動，於當年度培訓了186人，但其中大半數為未受過普通教育，且不諳國語（日語）的高齡者，此結果與官方原先的設想頗有落差。所以在1929年改由臺北州立農事試驗場（桃園區農改場前身）開設以青年農業者為對象的農事講習會，講習期間為60天，講習生全部住宿並學習各種學科、實習。在1929年、1930年間共培訓了38人。
在經過前幾年的農業培訓活動後，於1930年，時任臺北州知事片山三郎和臺北州內務部長深川繁治為了積極培養臺北州的農村中心人物，於是規劃成立臺北州立農業傳習所，作為類似學校的農業訓練機構，並將臺北州立農業傳習所列入1931年的州預算。臺北州立農業傳習所原預定在1931年12月開所，但由於工程延宕，延後至1932年1月15日才開所，同年2月22日經許可正式成立，其廳舍在同年3月4日落成。臺北州立農業傳習所的廳舍本館是臺灣傳統樣式的磚造建築，做為教室和宿舍使用，並另外設有木造的作業庫、倉庫、農具設、豬舍、牛舍、雞舍等建築。

### 戰後
戰後，臺北州立農業傳習所成為省政府農林廳臺北區農林改良場三角埔工作站的房舍，其在1952年4月14日撥予台灣省農會，作為「台灣省農會人員講習所」，負責農會理監事及職員訓練。內政部於後為了加強農民團體幹部訓練，台灣省農會於1977年將台灣省農會人員講習所捐贈給內政部，以籌備農訓協會，而農訓協會在1980年正式成立。

## 資格及學科
臺北州立農業傳習所每年招收名額為30人，入所資格為年滿16歲至20歲的身體強壯者，並有尋常小學校或公學校畢業，或是具同等以上學力者，且有兩年以上的農事經驗，在農業傳所畢業後仍會繼續從事農業者，而傳習生須住在農業傳習所提供的宿舍。申請入所者須先經過市街庄推薦並提書申請書，在10月上旬進行國語、算術測驗、身體檢查、口試和家庭調查，在12月公布入所許可，而每年的入所申請人數約為招收名額的二至三倍。
農業傳習所的課程包含公民、國語、農業大意、土壤及肥料、植物生理及育種、作物、畜產大意、家畜飼養管理、農產加工、農業經濟。農業見習可選擇多個地點，如州立農事試驗場、州立種畜場、士林園藝試驗支所（今士林官邸）、臺北市家畜市場、淡水血清製造所（今農委會家畜所）、文山及海山郡下模範部落、竹子湖蓬萊米原種田、臺北中央卸市場、茶葉傳習所、新莊郡下柑橘園、海南製粉株式會社、基隆肥料會社、基隆植物檢查所、草山柑橘園、板橋逢茂農園、台北市農園、長春牧場、台北市正米市場、專賣局煙草工場、專賣局酒工場、草山造林苗圃、關渡養雞場、台北博覽會、台北第一艦隊軍旗祭、第一艦隊、淡水西瓜栽培、台北帝大農場、臺北州蔬菜加工場、臺北植物園、米穀檢查所、臺北州役馬利用講習所等地。
農業傳習所免收授課費和伙食費，傳習生僅需繳交被服費、物品、見習、交通等費用約40圓。

## 所長
- 島田彌市（1933年至1941年）
- 樋口孝（1941年至1945年）

## 相關統計
| 市/郡  | 1932年 | 1933年 | 1934年 | 1935年 | 1936年 | 1937年 | 1938年 | 1939年 | 小計 |
| ------ | ------ | ------ | ------ | ------ | ------ | ------ | ------ | ------ | ---- |
| 臺北市 | 1      | 0      | 1      | 3      | 1      | 0      | 2      | 1      | 9    |
| 基隆市 | 0      | 0      | 0      | 0      | 0      | 0      | 0      | 0      | 0    |
| 宜蘭市 | 0      | 1      | 1      | 0      | 0      | 0      | 2      | 0      | 4    |
| 七星郡 | 6      | 3      | 1      | 4      | 3      | 1      | 4      | 5      | 27   |
| 淡水郡 | 5      | 3      | 4      | 3      | 0      | 2      | 2      | 4      | 23   |
| 基隆郡 | 1      | 1      | 1      | 1      | 2      | 3      | 0      | 1      | 10   |
| 宜蘭郡 | 3      | 3      | 0      | 1      | 2      | 2      | 3      | 1      | 15   |
| 羅東郡 | 8      | 5      | 7      | 4      | 11     | 5      | 2      | 4      | 46   |
| 蘇澳郡 | 1      | 0      | 1      | 0      | 0      | 1      | 1      | 0      | 4    |
| 文山郡 | 4      | 3      | 3      | 3      | 6      | 5      | 4      | 2      | 30   |
| 海山郡 | 5      | 8      | 7      | 6      | 4      | 8      | 4      | 8      | 50   |
| 新莊郡 | 2      | 2      | 3      | 4      | 0      | 3      | 6      | 3      | 23   |
| 小計   | 36     | 29     | 29     | 29     | 30     | 30     | 30     | 29     | 242  |